# Penisola Ball

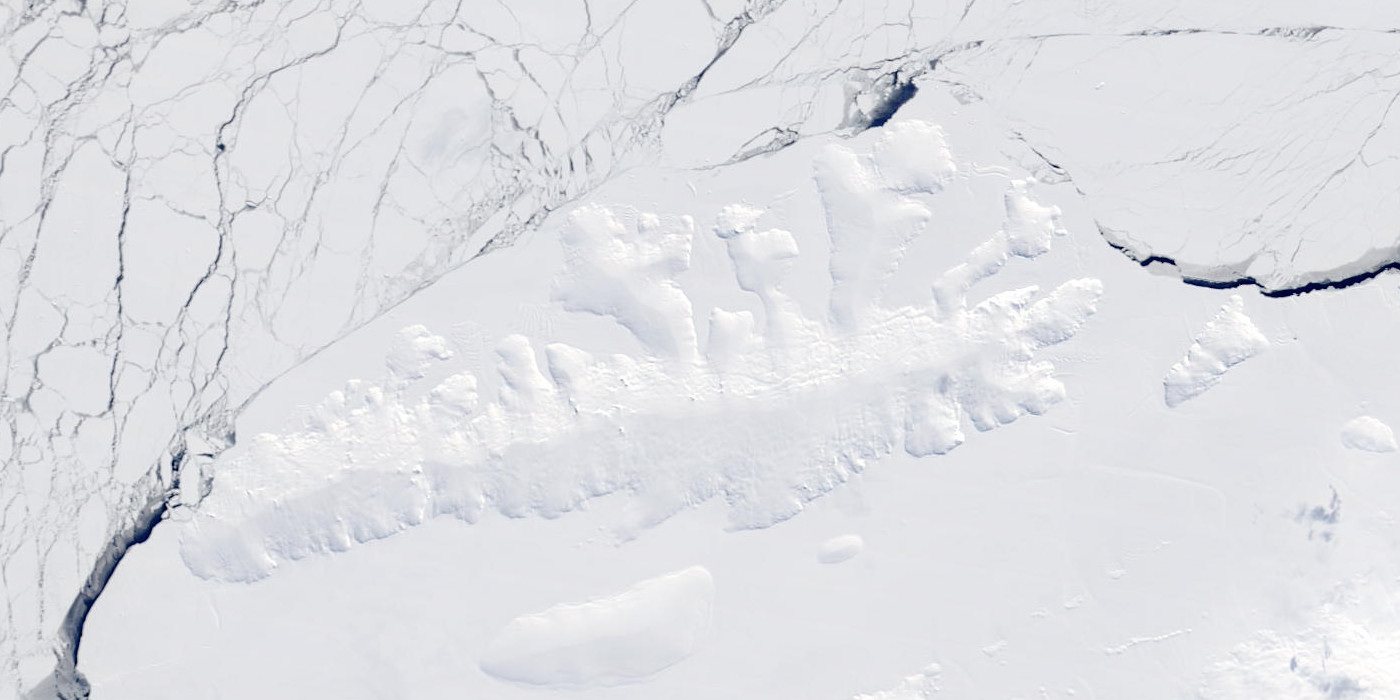
Un'immagine satellitare dell'isola Thurston.

La penisola Ball è una penisola completamente coperta dai ghiacci situata sull'isola Thurston, al largo della costa di Eights, nella Terra di Ellsworth, in Antartide. Questa penisola, che si allunga verso nord nel mare di Bellingshausen per circa 10 km, si trova in particolare nella parte centro-orientale della costa settentrionale dell'isola, e si protende nella parte meridionale dell'insenatura di Murphy, a ovest.

## Storia
La penisola Ball fu scoperta durante ricognizioni aeree effettuate nel dicembre 1946 nel corso dell'operazione Highjump e fu del tutto mappata nel febbraio 1960 durante voli in elicottero partiti dalla USS Burton Island e dalla USS Glacier e svolti su quest'area nel corso di una spedizione di ricerca della marina militare statunitense nel mare di Bellingshausen, infine fu così battezzata dal Comitato consultivo dei nomi antartici in onore del tenente James L. Ball, pilota di un Martin PBM Mariner del reparto orientale della spedizione Highjump. L'11 gennaio 1947, Ball era al comando dell'aereo che, dopo 12 giorni di ricerche, individuò i resti bruciati di un Mariner precipitato sulla penisola Noville e soprattutto i sopravvissuti all'incidente.